# Loyola ICAM College of Engineering and Technology
Le Loyola ICAM College of Engineering and Technology (LICET) est une école d’ingénieurs basée à Chennai, capitale de l’état du Tamil Nadu au sud-est de l’Inde.

## Historique

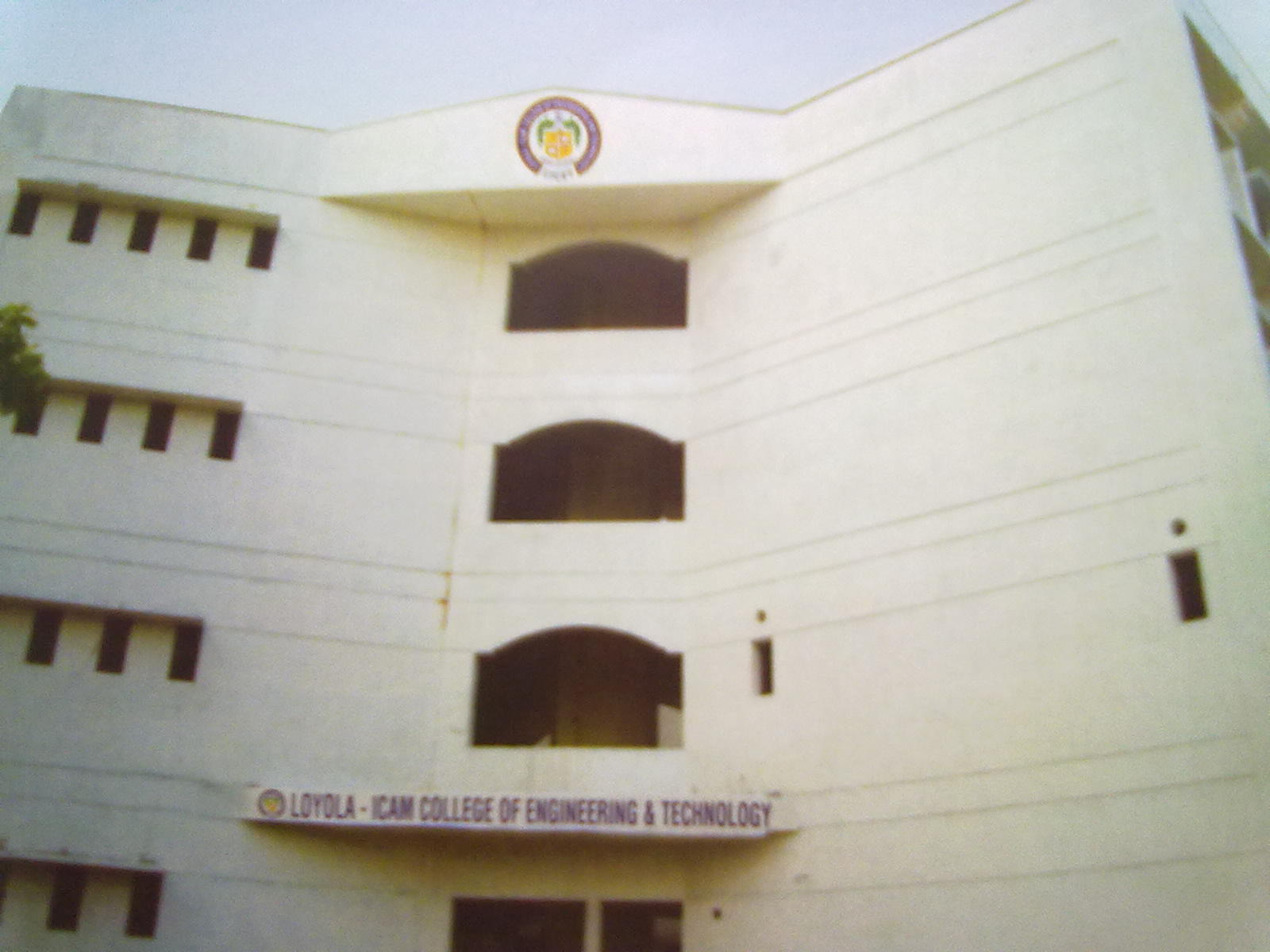
L'entrée principale du LICET

L'ICAM a ouvert en septembre 2010, un nouveau site sur le campus universitaire du 'Loyola College'. Cette institution universitaire autonome, créée par les jésuites français en 1925, est l’une des meilleures dans l’enseignement supérieur en Inde.
Au-delà de sa nouvelle implantation à l’étranger, dans une zone particulièrement dynamique de l’économie mondiale, l'ICAM, avec ce partenariat franco-indien, forme des ingénieurs cross-culturels (avec des qualités de compétence, créativité, d'engagement et à l’écoute d’autrui) et établit des liens inter-entreprises forts (entreprises françaises implantées en Inde et indiennes implantées en France), dans l'environnement international.
Après de nombreuses années de service dans l'enseignement supérieur, les jésuites de la province de Madurai, en 2010, et dans le cadre des efforts de la Mission de Chennai, rendent autonomes les Dalits, les pauvres et les marginalisés, qui intègrent cette école d'ingénieurs au 'Loyola College'.
Cette institution fut officiellement inaugurée par Kalaignar M. Karunanidhi, le 27 octobre 2010.

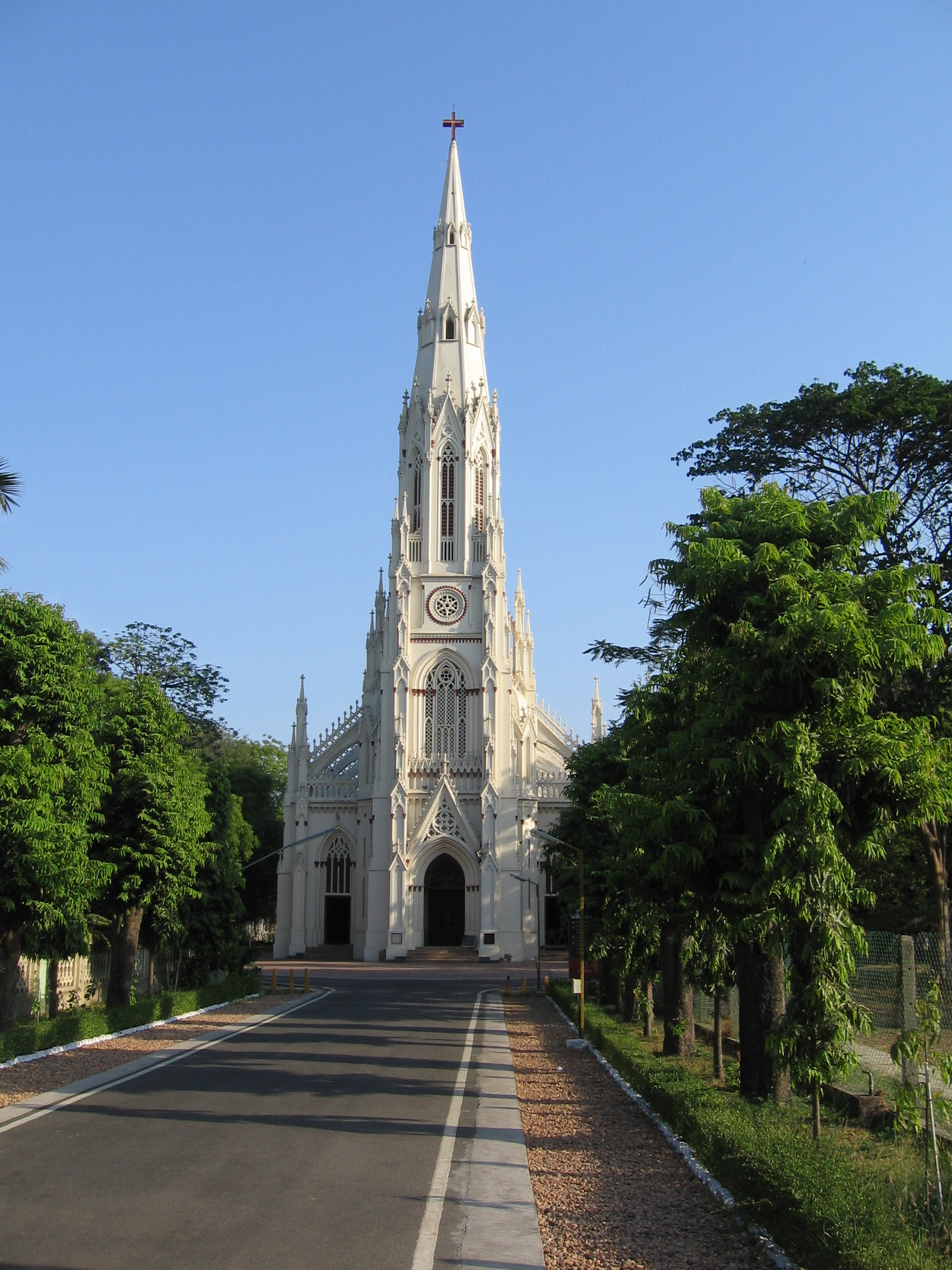
L'église Saint Ignace de Loyola située au centre du campus

## Formation
L'école propose des cours de cycle prégradué en ingénierie et technologie, comprenant:
- le génie mécanique
- l'électrotechnique
- l'ingénierie électronique
- l'informatique
- les technologies de l'information